# Cajamarca (provincie)
Cajamarca is een Peruaanse provincie. Samen met twaalf andere provincies vormt Cajamarca de regio Cajamarca. De provincie heeft een oppervlakte van 2.980 km² en telt 388.140 inwoners (2015). De hoofdplaats van de provincie is het district Cajamarca; twee van de twaalf districten vormen samen de stad  (ciudad) Cajamarca.

## Bestuurlijke indeling
De provincie Cajamarca is opgedeeld in 12 districten, UBIGEO tussen haakjes:
- (060102) Asunción
- (060101) Cajamarca, hoofdplaats van de provincie en deel van de stad (ciudad) Cachamarca
- (060103) Chetilla[3]
- (060104) Cospán[4]
- (060105) Encañada
- (060106) Jesús
- (060107) Llacanora
- (060108) Los Baños del Inca, deel van de stad (ciudad) Cachamarca
- (060109) Magdalena
- (060110) Matará
- (060111) Namora
- (060112) San Juan

Cajabamba · Cajamarca · Celendín · Chota · Contumazá · Cutervo · Hualgayoc · Jaén · San Ignacio · San Marcos · San Miguel · San Pablo · Santa Cruz